# Голик, Александр Захарович
Александр Захарович Голик (16 апреля 1904 года, с. Мерефа Харьковская губерния — 5 марта 1991 года, Киев) — украинский ученый. Доктор физико-математических наук, профессор, Заслуженный деятель науки УССР. Ректор Киевского университета (1951—1955). Член ЦК КПУ в 1952—1956 г.

## Биография
Родился 16 апреля 1904 г. в селе Мерефа Харьковской губернии, теперь Харьковской области. В 1931 г. окончил Институт народного образования в г. Днепропетровске. В 1937 г. защитил кандидатскую, в 1950 — докторскую диссертацию. Член ВКП(б) с 1939 года.
В 1945 г. он создал лабораторию молекулярной физики в Институте физической химии Академии наук УССР. В Киевском университете создал кафедру и специализацию «молекулярная физика». Работы профессора Голика были направлены на установление связей физических свойств жидкостей с их молекулярным строением. Открытые им изовязкие жидкости имеют, кроме научного, большое практическое значение.
Его научная деятельность связана с физикой жидкостей, фазовых переходов и критических явлений, физикой полимеров и физикой биологических объектов. Создал лаборатории аэродисперсных систем и физики полимеров. Заведующий кафедрой молекулярной физики, профессор.
В 1951-1955 гг.  — ректор Киевского государственного университета. Тараса Шевченко.
В 1958-1962 гг.  — декан физического факультета Киевского государственного университета им. Тараса Шевченко.
Руководил комиссией при Минвузе СССР по координации научных исследований жидкого состояния веществ, был членом научно-технического совета при Минвузе УССР, заместителем ответственного редактора Украинского физического журнала, учредил межведомственный сборник «Физика жидкого состояния» и 10 лет возглавлял его редколлегию. В период с 1953 по 1970 под его руководством было подготовлено и проведено 10 Всесоюзных совещаний по физики жидкостей.
Был членом Президиума обкома профсоюза работников высшей школы и научных учреждений Днепропетровска, член парткома АН УССР, член парткома Киевского университета, ученым секретарем АН УССР.

## Научные труды
Опубликовал более 200 научных трудов. Подготовил около 40 кандидатов и докторов наук.

## Награды
Награждён 5 орденами и 30 медалями, Почётной грамотой Президиума Верховного Совета УССР, многими грамотами ЦК ВЛКСМ, Минвуза СССР и УССР.